# 1650 Гекман
1650 Гекман (1650 Heckmann) — астероїд головного поясу, відкритий 11 жовтня 1937 року.
Тіссеранів параметр щодо Юпітера — 3,485.

## Дивись також
- Список астероїдів (1601-1700)